# Тыугьяс, Эрко Йонне
Эрко Йонне Тыугьяс (эст. Erko Jonne Tõugjas; 5 июля 2003, Таллин) — эстонский футболист, защитник. Игрок сборной Эстонии.

## Биография
Воспитанник футбольной академии Андреса Опера и клуба «Нымме Юнайтед» (Таллин). Взрослую карьеру начал в неполные 16 лет в старшей команде «Нымме Юнайтед», выступавшей в Первой лиге Б (третий дивизион), на следующий год со своим клубом играл в первой лиге Эстонии. В сентябре 2020 года был на просмотре в английском «Тоттенхэме».
В феврале 2021 года перешёл в таллинскую «Флору». В основной команде дебютировал 29 августа 2021 года в матче чемпионата Эстонии против таллинского «Легиона». Всего в сезоне 2021 года сыграл два матча за «Флору», команда стала серебряным призёром чемпионата. Также в течение полутора сезонов играл за второй состав «Флоры» в первой лиге. Летом 2022 года был отдан в полугодичную аренду в «Легион», где был стабильным игроком стартового состава, сыграв 14 матчей. 14 сентября 2022 года забил свой первый гол в высшем дивизионе в ворота «Пайде».
Выступал за сборные Эстонии младших возрастов, провёл около 20 матчей. 8 января 2023 года дебютировал в национальной сборной Эстонии в товарищеском матче против Исландии, отыграв полный матч.

## Достижения
- Серебряный призёр чемпионата Эстонии: 2021

## Личная жизнь
Брат Йохан (род. 1997) также футболист, играл за команды первой лиги Эстонии.